# Michael Burnham

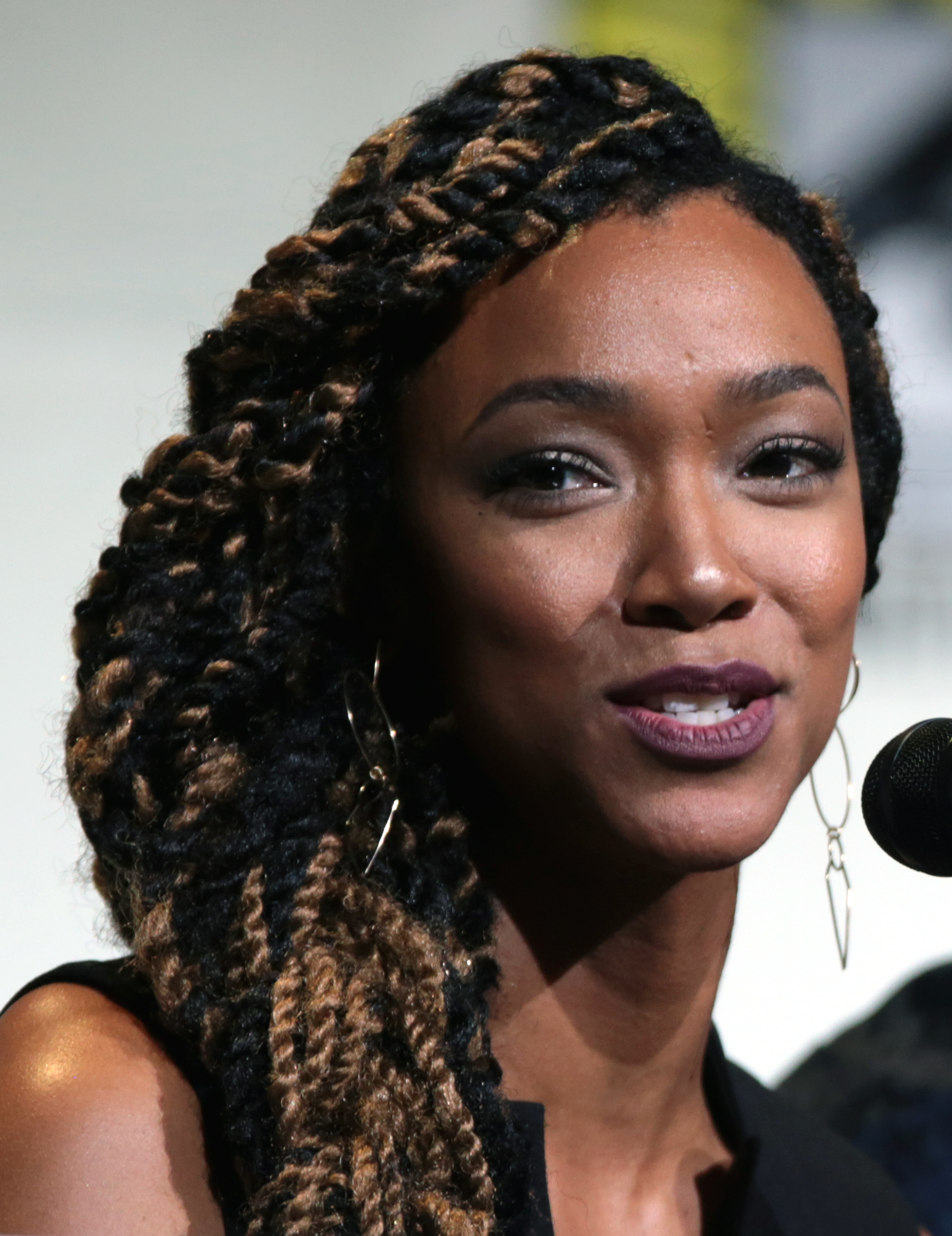
Martin-Green în 2016 la San Diego Comic-Con

Michael Burnham este un personaj fictiv din universul Star Trek. Apare în serialul Star Trek: Discovery unde este interpretată de Sonequa Martin-Green.

## Biografie
Născută de părinți umani, Burnham  a fost ulterior adoptată de ambasadorul vulcanian Sarek și de soția sa umană Amanda Grayson, după ce părinții ei au fost uciși în timpul unui raid klingonian. A fost primul uman care a absolvit Academia de Științe de pe Vulcan ca xeno-antropolog. Apoi s-a alăturat Flotei Stelare și a servit șapte ani sub comanda căpitanului Philippa Georgiou pe USS Shenzhou⁠(en)[traduceți] unde a ajuns prim ofițer. În timpul explorării unui obiect necunoscut ucide din greșeală un klingonian și nava acestuia atacă Shenzhou, ceea ce duce la războiul dintre Federație și klingonieni. După ce o lasă inconștientă pe Philippa Georgiou pentru a prelua comanda navei și pentru a-i ataca pe klingonieni pentru a-i face să se retragă, ea este închisă. După Bătălia de la Stelele Binare, flota o acuză pe Burnham de revoltă și o comandă la închisoare pe viață. După șase luni de închisoare, este transferată împreună cu alți deținuți într-o altă locație; pe drum, transportul este interceptat de nava USS Discovery; căpitanul Gabriel Lorca o pune la încercare și hotărăște să o păstreze în echipajul său, al cărui rol este de a câștiga cu orice preț războiul împotriva Imperiului Klingon.